# Neolamprologus christyi
Neolamprologus christyi är en fiskart som först beskrevs av Ethelwynn Trewavas och Max Poll 1952.  Neolamprologus christyi ingår i släktet Neolamprologus och familjen Cichlidae. IUCN kategoriserar arten globalt som sårbar. Inga underarter finns listade i Catalogue of Life.